# Loula Anagnostaki
Loula Anagnostaki (în greacă Λούλα Αναγνωστάκη, n. 13 decembrie 1928, Salonic, Regatul Greciei – d. 8 octombrie 2017, Atena, Grecia) a fost o scriitoare (dramaturgă) greacă. Numele ei de familie apare și ca Anagnostakē.

## Biografie
Loula Anagnostaki s-a născut în Salonic. A fost sora poetului Manolis Anagnostakis (1925 - 2005). Loula Anagnostaki a obținut o diplomă în Drept la Universitatea Aristotel din Salonic (în greacă Αριστοτέλειο Πανεπιστήμιο Θεσσαλονίκης).
Primele sale piese de teatru (care formează trilogia Orașul) au fost puse în scenă în 1965 ca o singură producție de Teatrul de Artă al lui Karolos Koun, dar au fost publicate sub formă de carte abia în 1974.
Loula Anagnostaki s-a căsătorit cu scriitorul și profesorul de psihiatrie George Winter și a fost mama autorului Thanasis Winter. Loula Anagnostaki a decedat la 8 octombrie 2017 la Atena.

## Lucrări scrise
Ea a scris în total 12 piese de piese care conțin cele mai importante teme ale perioadei postbelice din Grecia, cum ar fi trauma, singurătatea, vina și înfrângerea. Primele sale trei piese de teatru au fost interpretate în 1965 și publicate în 1974: Dianyktereusē (Peste noapte), Polé (Orașul) și Parelasé (Parada). Acestea formează trilogia Orașul. A urmat piesa în trei acte Întâlnirea, care a fost pusă în scenă la Teatrul Național în 1967 în regia lui Leonidas Trivizas. În continuare, au apărut Antonio sau mesajul (1972), Victoria (1978), Caseta (1982) și Sunetul pistolului (1987); toate au fost regizate de Karolos Koun și puse în scenă la Teatrul său de Artă. 
Lucrările sale au fost interpretate de Teatrul Național din Grecia și de Teatrul de Artă al lui Karolos Koun, dar și în străinătate, în Cipru, Franța, Anglia, Italia și Polonia.

### Piese de teatru
- Διανυκτέρευση (Peste noapte), Η πόλη (Orașul) și Η παρέλαση (Parada) - toate în 1965
- Αντόνιο ή το μήνυμα (Antonio sau mesajul, 1972)
- Η νίκη (Victoria, 1978)
- Η κασέτα (Caseta, 1982)
- Ο ήχος του όπλου (Sunetul pistolului , 1987)
- Διαμάντια και μπλουζ (1990)
- Το ταξίδι μακριά (1995)
- Ο ουρανός κατακόκκινος (μονόπρακτο, 1998)
- Σ' εσάς που με ακούτε (2003)
- Ο Γιώργος ως Άμλετ, 2009-2014 (2015) Editura Kappa

### Publicații de carte
- Η διανυκτέρευση. Η πόλη. Η παρέλαση, εκδ. «Κέδρος», Αθήνα 1999, ISBN 978-960-04-1662-6
- Σ' εσάς που με ακούτε, εκδ. «Η Νέα Σκηνή», Αθήνα 2003
- Θέατρο: Η νίκη. Ο ουρανός κατακόκκινος. Σ' εσάς που με ακούτε., εκδ. «Κέδρος», Αθήνα 2007, ISBN 978-960-04-2553-6
- Θέατρο: Ο ήχος του όπλου, εκδ. «Κέδρος», Αθήνα 2007, ISBN 978-960-04-3653-2
- Θέατρο: Η κασέτα, εκδ. «Κέδρος», Αθήνα 2008, ISBN 978-960-04-3859-8
- Θέατρο: Διαμάντια και μπλουζ. Το ταξίδι μακριά., εκδ. «Κέδρος», Αθήνα 2008, ISBN 978-960-04-3697-6

### Spectacole de teatru
Listă de spectacole grecești ale pieselor lui Anagnosaki